# سالیزانو
سالیزانو (به ایتالیایی: Salisano) یک کومونه در ایتالیا است که در استان ریتی واقع شده‌است.

## خصوصیات
سالیزانو ۱۷٫۵ کیلومترمربع مساحت و ۵۶۵ نفر جمعیت دارد و ۴۶۰ متر بالاتر از سطح دریا واقع شده‌است.